# جاك سميث (ممثل)
جاك سميث (بالإنجليزية: Jack Smith)‏ (و. 1932 – 1989 م) هو مخرج سينمائي، ومصور، وممثل، من الولايات المتحدة الأمريكية، ولد في كولومبوس، أوهايو، توفي في مدينة نيويورك، عن عمر يناهز 57 عاماً بسبب إيدز.

## وصلات خارجية
- جاك سميث على موقع IMDb (الإنجليزية)
- جاك سميث على موقع ألو سيني (الفرنسية)
- جاك سميث على موقع ميوزك برينز (الإنجليزية)
- جاك سميث على موقع أول موفي (الإنجليزية)
- جاك سميث على موقع قاعدة بيانات الأفلام السويدية (السويدية)
- جاك سميث على موقع ديسكوغز (الإنجليزية)
- جاك سميث على موقع قاعدة بيانات الفيلم (الإنجليزية)
- جاك سميث على موقع كينوبويسك (الروسية)